# Stati Uniti d'America ai Giochi della XX Olimpiade
Gli Stati Uniti d'America parteciparono ai Giochi della XX Olimpiade che si sono svolti a Monaco di Baviera dal 26 agosto all'11 settembre 1972, con una delegazione di 400 atleti impegnati in 21 discipline per un totale di 185 competizioni. Portabandiera fu la discobola Olga Fikotová, alla sua quinta Olimpiade.
Il bottino della squadra fu di 94 medaglie: 33 d'oro, 31 d'argento e 30 di bronzo. Gli Stati Uniti dominarono le gare di nuoto, con 17 medaglie d'oro su 29 gare; primeggiarono inoltre nel tiro con l'arco, dove si aggiudicarono entrambi i titoli in palio. Nel medagliere complessivo conclusero al secondo posto, preceduti dall'Unione Sovietica. L'atleta di gran lunga plurititolato fu il nuotatore Mark Spitz, che conquistando sette medaglie d'oro stabilì il record di vittorie in una Olimpiade, superato solo a Pechino 2008 da un altro nuotatore statunitense: Michael Phelps.

## Medaglie
| Medaglia | Nome | Sport            | Evento                       |
| -------- | --- | ---------------- | ---------------------------- |
| Oro      | Vincent Matthews | Atletica leggera | 400 metri                    |
| Oro      | Dave Wottle | Atletica leggera | 800 metri                    |
| Oro      | Frank Shorter | Atletica leggera | Maratona                     |
| Oro      | Rod Milburn | Atletica leggera | 110 ostacoli                 |
| Oro      | Larry Black Eddie Hart Robert Taylor Gerald Tinker                                                                                    | Atletica leggera | Staffetta 4x100              |
| Oro      | Randy Williams | Atletica leggera | Salto in lungo               |
| Oro      | Dan Gable | Lotta libera     | Pesi leggeri                 |
| Oro      | Wayne Wells | Lotta libera     | Pesi welter                  |
| Oro      | Ben Peterson | Lotta libera     | Pesi massimi leggeri         |
| Oro      | Mark Spitz | Nuoto            | 100 stile libero             |
| Oro      | Mark Spitz | Nuoto            | 200 stile libero             |
| Oro      | Mark Spitz | Nuoto            | 100 farfalla                 |
| Oro      | Mark Spitz | Nuoto            | 200 farfalla                 |
| Oro      | Mike Burton | Nuoto            | 1500 stile libero            |
| Oro      | John Hencken | Nuoto            | 200 rana                     |
| Oro      | David Edgar Jerry Heidenreich John Murphy Mark Spitz                                                                                  | Nuoto            | Staffetta 4x100 stile libero |
| Oro      | Steve Genter John Kinsella Frederick Tyler Mark Spitz                                                                                 | Nuoto            | Staffetta 4x200 stile libero |
| Oro      | Tom Bruce Jerry Heidenreich Michael Stamm Mark Spitz                                                                                  | Nuoto            | Staffetta 4x100 mista        |
| Oro      | Sandra Neilson | Nuoto            | 100 stile libero             |
| Oro      | Keena Rothhammer | Nuoto            | 800 stile libero             |
| Oro      | Melissa Belote | Nuoto            | 100 dorso                    |
| Oro      | Melissa Belote | Nuoto            | 200 dorso                    |
| Oro      | Catherine Carr | Nuoto            | 100 rana                     |
| Oro      | Karen Moe | Nuoto            | 200 farfalla                 |
| Oro      | Shirley Babashoff Jane Barkman Jennifer Kemp Sandra Neilson                                                                           | Nuoto            | Staffetta 4x100 stile libero |
| Oro      | Melissa Belote Catherine Carr Deena Deardurff Sandra Neilson                                                                          | Nuoto            | Staffetta 4x100 mista        |
| Oro      | Ray Seales | Pugilato         | Pesi welter junior           |
| Oro      | John Writer | Tiro a segno     | Fucile piccolo tre posizioni |
| Oro      | Lones Wigger | Tiro a segno     | Fucile libero tre posizioni  |
| Oro      | Doreen Wilber | Tiro con l'arco  | Individuale femminile        |
| Oro      | John Williams | Tiro con l'arco  | Individuale maschile         |
| Oro      | Maxine Joyce King | Tuffi            | Trampolino 3 m               |
| Oro      | William Allen William Bentsen Harry Melges                                                                                            | Vela             | Classe Soling                |
| Argento  | Robert Taylor | Atletica leggera | 100 metri                    |
| Argento  | Wayne Collett | Atletica leggera | 400 metri                    |
| Argento  | Ralph Mann | Atletica leggera | 400 ostacoli                 |
| Argento  | Bob Seagren | Atletica leggera | Salto con l'asta             |
| Argento  | George Woods | Atletica leggera | Getto del peso               |
| Argento  | Jay Silvester | Atletica leggera | Lancio del disco             |
| Argento  | Mable Fergerson Kathy Hammond Madeline Manning-Jackson Cheryl Toussaint                                                               | Atletica leggera | Staffetta 4x400 m            |
| Argento  | Eugene Clapp Fritz Hobbs William Hobbs Paul Hoffman John Livingston Michael Livingston Timothy Mickelson Peter Raymond Lawrence Terry | Canottaggio      | Otto                         |
| Argento  | Bruce Davidson Kevin Freeman Michael Plumb James Wofford                                                                              | Equitazione      | Concorso completo a squadre  |
| Argento  | Frank Chapot Kathryn Kusner Neal Shapiro William Steinkraus                                                                           | Equitazione      | Salto ostacoli a squadre     |
| Argento  | Richard Sanders | Lotta libera     | Pesi gallo                   |
| Argento  | John Peterson | Lotta libera     | Pesi medi                    |
| Argento  | Jerry Heidenreich | Nuoto            | 100 stile libero             |
| Argento  | Steve Genter | Nuoto            | 200 stile libero             |
| Argento  | Steve Genter | Nuoto            | 400 stile libero             |
| Argento  | Michael Stamm | Nuoto            | 100 dorso                    |
| Argento  | Michael Stamm | Nuoto            | 200 dorso                    |
| Argento  | Tom Bruce | Nuoto            | 100 rana                     |
| Argento  | Gary Hall | Nuoto            | 200 farfalla                 |
| Argento  | Tim McKee | Nuoto            | 200 misti                    |
| Argento  | Tim McKee | Nuoto            | 400 misti                    |
| Argento  | Shirley Babashoff | Nuoto            | 100 stile libero             |
| Argento  | Shirley Babashoff | Nuoto            | 200 stile libero             |
| Argento  | Susan Atwood | Nuoto            | 200 dorso                    |
| Argento  | Dana Schoenfeld | Nuoto            | 200 rana                     |
| Argento  | Lynn Colella | Nuoto            | 200 farfalla                 |
| Argento  | Stati Uniti | Pallacanestro    | Torneo maschile              |
| Argento  | Victor Auer | Tiro a segno     | Fucile piccolo seduti        |
| Argento  | Lanny Bassham | Tiro a segno     | Fucile piccolo tre posizioni |
| Argento  | Richard Rydze | Tuffi            | Piattaforma 10 m             |
| Bronzo   | Thomas Hill | Atletica leggera | 110 ostacoli                 |
| Bronzo   | Larry Young | Atletica leggera | Marcia 50 km                 |
| Bronzo   | Dwight Stones | Atletica leggera | Salto in alto                |
| Bronzo   | Jan Johnson | Atletica leggera | Salto con l'asta             |
| Bronzo   | Arnie Robinson | Atletica leggera | Salto in lungo               |
| Bronzo   | Bill Schmidt | Atletica leggera | Tiro del giavellotto         |
| Bronzo   | Kathy Hammond | Atletica leggera | 400 metri                    |
| Bronzo   | Kathy Schmidt | Atletica leggera | Tiro del giavellotto         |
| Bronzo   | James McEwan | Canoa            | C1 slalom                    |
| Bronzo   | Neal Shapiro | Equitazione      | Salto ostacoli individuale   |
| Bronzo   | Chris Taylor | Lotta libera     | Pesi supermassimi            |
| Bronzo   | Tom McBreen | Nuoto            | 400 stile libero             |
| Bronzo   | Douglas Northway | Nuoto            | 1500 stile libero            |
| Bronzo   | John Murphy | Nuoto            | 100 dorso                    |
| Bronzo   | Mitch Ivey | Nuoto            | 200 dorso                    |
| Bronzo   | John Hencken | Nuoto            | 100 rana                     |
| Bronzo   | Jerry Heidenreich | Nuoto            | 100 farfalla                 |
| Bronzo   | Robin Backhouse | Nuoto            | 200 farfalla                 |
| Bronzo   | Robin Backhouse | Nuoto            | 200 farfalla                 |
| Bronzo   | Steven Furniss | Nuoto            | 200 misti                    |
| Bronzo   | Keena Rothhammer | Nuoto            | 200 stile libero             |
| Bronzo   | Susan Atwood | Nuoto            | 100 dorso                    |
| Bronzo   | Ellie Daniel | Nuoto            | 200 farfalla                 |
| Bronzo   | Lynn Vidali | Nuoto            | 200 misti                    |
| Bronzo   | Stati Uniti | Pallanuoto       | Torneo maschile              |
| Bronzo   | Ricardo Carreras | Pugilato         | Pesi gallo                   |
| Bronzo   | Jesse Valdez | Pugilato         | Pesi welter                  |
| Bronzo   | Marvin Johnson | Pugilato         | Pesi medi                    |
| Bronzo   | Craig Lincoln | Tuffi            | Trampolino 3 m               |
| Bronzo   | Donald Cohan Charles Horter John Marshall                                                                                             | Vela             | Classe Dragone               |
| Bronzo   | Peter Dean Glen Foster | Vela             | Classe Tempest               |

## Risultati

### Pallacanestro
| Atleta | Classifica |
| --- | ---------- |
| V · D · M Nazionale statunitense - Pallacanestro ai Giochi della XX Olimpiade 4 Davis · 5 Collins · 6 Henderson · 7 Bantom · 8 B. Jones · 9 D. Jones · 10 Forbes · 11 Brewer · 12 Burleson · 13 McMillen · 14 Joyce · 15 Ratleff · All. Henry Iba | Argento    |
| Nazionale statunitense - Pallacanestro ai Giochi della XX Olimpiade |            |
| 4 Davis · 5 Collins · 6 Henderson · 7 Bantom · 8 B. Jones · 9 D. Jones · 10 Forbes · 11 Brewer · 12 Burleson · 13 McMillen · 14 Joyce · 15 Ratleff · All. Henry Iba                                                                               |            |

### Pallanuoto
| Atleta | Classifica |                        |
| --- | --- | ---------------------- |
| V · D · M Nazionale maschile statunitense di pallanuoto · Giochi olimpici - Monaco di Baviera 1972 Asch · Barnett · Bradley · Cole · Ferguson · Lindroth · Parker · Sheerer · Slatton · Webb · Weitzenberg · CT : Kenneth Nitzkowski | Bronzo |                        |
| Nazionale maschile statunitense di pallanuoto · Giochi olimpici - Monaco di Baviera 1972 | |                        |
| Asch · Barnett · Bradley · Cole · Ferguson · Lindroth · Parker · Sheerer · Slatton · Webb · Weitzenberg · CT: Kenneth Nitzkowski | Asch · Barnett · Bradley · Cole · Ferguson · Lindroth · Parker · Sheerer · Slatton · Webb · Weitzenberg · CT: Kenneth Nitzkowski | Stati Uniti (bandiera) |